# Фонтаны (село)
Фонта́ны (ранее Ягмурча́; укр. Фонтани, крымскотат. Yağmurça, Ягъмурча) — село в Симферопольском районе Крыма (согласно административно-территориальному делению Украины в составе Чистенского сельского совета Автономной Республики Крым, согласно административно-территориальному делению РФ — в Чистенском сельском поселении Республики Крым).

## Население
| 2001 | 2014  | 2021  |
| ---- | ----- | ----- |
| 1885 | ↗2681 | ↗3218 |

Всеукраинская перепись 2001 года показала следующее распределение по носителям языка
| Язык             | Процент |
| ---------------- | ------- |
| крымскотатарский | 81,7    |
| русский          | 16,39   |
| другие           | 0,9     |

### Динамика численности
| - 1805 год — 93 чел. - 1864 год — 74 чел. - 1887 год — 136 чел. - 1892 год — 44 чел. - 1902 год — 87 чел. - 1915 год — 0/85 чел. - 1926 год — 132 чел. | - 1939 год — 132 чел. - 1989 год — 383 чел. - 2001 год — 1885 чел. - 2009 год — 2201 чел. - 2014 год — 2681 чел. |

## Современное состояние
В Фонтанах 40 улиц и 1 садовое товарищество, площадь, занимаемая селом, 364 гектара, на которой в 600 дворах, по данным сельсовета на 2009 год, числилось 2201 житель, в селе действуют амбулатория общей практики семейной медицины, мечеть «Курбан кой джамиси». Фонтаны связаны автобусным сообщением с Симферополем (маршрутка № 78).

## География
Фонтаны расположены в самом центре района, примерно в 11 километрах (по шоссе) от Симферополя (фактически — юго-западная окраина города). Село находится на первой куэсте Внутренней гряды Крымских гор, к востоку от шоссе 35Р-001 (по украинской классификации Симферополь — Севастополь). Высота центра села над уровнем моря 359 м

## История
Первое документальное упоминание села встречается в донесении московского гонца Айтемирева от 1692 года, согласно которому Шагин-Гирей, сын бывшего калгою при Мурад-Гирее Тохтамыш-Гирее, живёт в селе Янгурчу. По Камеральному Описанию Крыма… 1784 года, в последний период Крымского ханства Ягмурче входил в Акмечетский кадылык Акмечетского каймаканства. После присоединения Крыма к России 8 февраля 1784 года, деревня была приписана к Симферопольскому уезду Таврической области. После присоединения Крыма к России (8) 19 апреля 1783 года, (8) 19 февраля 1784 года, именным указом Екатерины II сенату, на территории бывшего Крымского Ханства была образована Таврическая область и деревня была приписана к Симферопольскому уезду. После Павловских реформ, с 1796 по 1802 год, входила в Акмечетский уезд Новороссийской губернии. По новому административному делению, после создания 8 (20) октября 1802 года Таврической губернии, Ягмурчи были включены в состав Эскиординской волости Симферопольского уезда.
По Ведомости о всех селениях в Симферопольском уезде состоящих с показанием в которой волости сколько числом дворов и душ… от 9 октября 1805 года, в деревне Ягмурчи числилось 24 двора и 93 жителя, исключительно крымские татары. На военно-топографической карте генерал-майора Мухина 1817 года обозначен Ямурча с 14 дворами. После реформы волостного деления 1829 года, согласно «Ведомости о казённых волостях Таврической губернии 1829 года», Ягмурчи отнесли к Яшлавской волости. На карте 1836 года в деревне 20 дворов, как и на карте 1842 года.
В 1860-х годах, после земской реформы Александра II, деревню приписали к Мангушской волости. В «Списке населённых мест Таврической губернии по сведениям 1864 года», составленном по результатам VIII ревизии 1864 года, Ягмурча — владельческая русско-татарская деревня с 12 дворами и 74 жителями при фонтане (на трёхверстовой карте 1865—1876 года в деревне Ягмурча 14 дворов). В «Памятной книге Таврической губернии 1889 года» по результатам Х ревизии 1887 года записан Ягмурчи с 21 двором и 136 жителями.
После земской реформы 1890-х годов деревню передали в состав новой Подгородне-Петровской волости. По «…Памятной книжке Таврической губернии на 1892 год» в деревне Ягмурча, входившей Подгородне-Петровское сельское общество, числилось 44 жителей в 5 домохозяйствах. На подробной карте 1892 года в деревне 11 дворов с русским населением. По «…Памятной книжке Таврической губернии на 1902 год» в деревне Ягмурча, входившей в Подгородне-Петровское сельское общество, числилось 87 жителей в 5 домохозяйствах. По Статистическому справочнику Таврической губернии. Ч.II-я. Статистический очерк, выпуск шестой Симферопольский уезд, 1915 год, в деревне Ягмурча Верхняя Подгородне-Петровской волости Симферопольского уезда, числилось 10 дворов с русским населением без приписных жителей, но с 58 — «посторонними»,, из которых 30 мужчин и 28 женщин. Жители землёй не владели, в хозяйствах имелось 30 лошадей, 60 волов, 40 коров и 20 голов мелкого скота. В Ягмурче Нижней — 6 дворов с русским населением, также без приписных жителей и с 27 — «посторонними», из которых 15 мужчин и 12 женщи, также без земли, в хозяйствах имелось 6 лошадей и 5 коров. Согласно списку 1915 года «…русских подданных из австрийских, венгерских или германских выходцев» землевладельцев, опубликованном в газете «Таврические губернские ведомости» в апреле 1915 года, при деревне Ягмурча значится Вильмс Петр Мартынович, владевший 40 десятинами, 1202 квадратными саженями. пахотной и 5 десятинами усадебной земли.
После установления в Крыму Советской власти, по постановлению Крымревкома от 8 января 1921 года была упразднена волостная система и село включили в состав вновь созданного Подгородне-Петровского района Симферопольского уезда, а в 1922 году уезды получили название округов. 11 октября 1923 года, согласно постановлению ВЦИК, в административное деление Крымской АССР были внесены изменения, в результате которых был ликвидирован Подгородне-Петровский район и образован Симферопольский и село включили в его состав. Согласно Списку населённых пунктов Крымской АССР по Всесоюзной переписи 17 декабря 1926 года, в селе Ягмурцы Чистенского сельсовета (в котором село состоит всю дальнейшую историю) Симферопольского района, числилось 36 дворов, из них 25 крестьянских, население составляло 132 человека. В национальном отношении учтено: 124 русских и 8 украинцев. По данным всесоюзной переписи населения 1939 года в селе проживало 132 человека.
В 1944 году, после освобождения Крыма от фашистов, 12 августа 1944 года было принято постановление № ГОКО-6372с «О переселении колхозников в районы Крыма» и в сентябре 1944 года в район приехали первые новоселы (214 семей) из Винницкой области, а в начале 1950-х годов последовала вторая волна переселенцев из различных областей Украины. С 25 июня 1946 года Ягмурцы в составе Крымской области РСФСР. Указом Президиума Верховного Совета РСФСР от 18 мая 1948 года Ягмурцы Нижние были переименованы в Нижние Фонтаны. 26 апреля 1954 года Крымская область была передана из состава РСФСР в состав УССР. Решением Крымоблисполкома от 8 сентября 1958 года № 834 Верхние Фонтаны и Нижние Фонтаны были объединены, как фактически слившиеся между собой.
Указом Президиума Верховного Совета УССР «Об укрупнении сельских районов Крымской области», от 30 декабря 1962 года Симферопольский район был упразднён и село присоединили к Бахчисарайскому. 1 января 1965 года, указом Президиума ВС УССР «О внесении изменений в административное районирование УССР — по Крымской области», вновь включили в состав Симферопольского. По данным переписи 1989 года в селе проживало 383 человек. С 12 февраля 1991 года село в восстановленной Крымской АССР, 26 февраля 1992 года переименованной в Автономную Республику Крым. С 21 марта 2014 года в составе Крыма аннексировано Россией.

### Верхние Фонтаны
Впервые разделение деревни Ягмурча на Верхнюю и Нижнюю встречается в "Статистическом справочнике Таврической губернии. Ч.II-я. Статистический очерк, выпуск шестой Симферопольский уезд, 1915 год, согласно которому в деревне Ягмурча Верхняя Подгородне-Петровской волости Симферопольского уезда, числилось 10 дворов с русским населением без приписных жителей, но с 58 — «посторонними». Два села фиксировались на картах 1922 и 1941 годов, при этом, в Списке населённых пунктов Крымской АССР по Всесоюзной переписи 17 декабря 1926 года и на карте 1942 года числилась одна Ягмурча. Указом Президиума Верховного Совета РСФСР от 18 мая 1948 года Ягмурцы Верхние были переименованы в Верхние Фонтаны. Решением Крымоблисполкома от 8 сентября 1958 года № 834 Верхние Фонтаны и Нижние Фонтаны были объединены, как фактически слившиеся между собой.